# Patrick Haller
Patrick Haller (* 9. Juli 1997 in Villingen-Schwenningen) ist ein deutscher Radsportler.

## Sportliche Laufbahn
Seit 2006 betreibt Patrick Haller Radsport. Mehrfach errang er als Schüler und Jugendlicher einen Titel als bayrischer Meister. Bei den bayerischen Bahnmeisterschaften der Junioren im Jahre 2013 wurde er siebenfacher Landesmeister und zudem zweifacher Landesmeister auf der Straße. 2014 gewann er gemeinsam mit Manuel Porzner das Zweier-Mannschaftsfahren der Junioren im Rahmen des Berliner Sechstagerennens.
2015 entschied Haller das renommierte Junioren-Straßenrennen Trofeo Karlsberg für sich. Im Jahr darauf erhielt er einen Vertrag beim rad-net Rose Team. Gemeinsam mit diesem Team wurde er im selben Jahr deutscher Meister im Mannschaftszeitfahren. 2017 wurde er bei den Deutsche Straßen-Radmeisterschaften 2017 in Chemnitz U23-Meister im Einzelzeitfahren. Zunächst war Richard Banusch zum Meister erklärt worden; nach erneuten Kontrollen wurde jedoch ein Auswertungsfehler bei der Zeiterfassung gefunden. Die Fahrzeit von Banusch wurde auf 39:14 Minuten korrigiert, ihm der Titel aberkannt und Haller zum Meister erklärt.
2022 beendete Patrick Haller seine Laufbahn als Vertragsradsportler im Straßenradsport. 2023 bestritt er mehrere Gravelrennen.
Seit Juni 2024 ist Haller, neben dem reanimierten Mario Vogt, Presenter des Youtube-Kanals GCN auf Deutsch.

## Familie
Haller ist ein Sohn des ebenfalls im Radsport aktiven Rolf Haller, der 1980 eine Etappe der Vuelta a España gewann.

## Erfolge
2015
- Gesamtwertung Trofeo Karlsberg

2016
- Deutscher Meister – Mannschaftszeitfahren (mit Jan Tschernoster, Mario Vogt, Marco Mathis, Pascal Ackermann und Domenic Weinstein)

2017
- Deutscher Meister (U23) – Einzelzeitfahren